# Frank Hasselstroem
Frank Hasselstroem er en dansk komponist, arrangør, producer, musiker og underviser, uddannet på Rytmisk Musikkonservatorium i København.
Han har produceret og skrevet musik til bl.a. The Savage Rose, Catbird, Odense Symfoniorkester, DR Symfoniorkester og Annisette trio. 
Han dannede sammen med sangerinden Billie Koppel bandet Catbird i 2001. Frank Hasselstrøm blev i 2003 nomineret til "Arets Producer" ved Danish Music Awards for hans arbejde på "Sliding From The Moon", udgivet på BMG/RCA. Han blev ligeledes med Catbird nomineret til "Årets Nye Navn" ved Danmark Radio's P3-pris. Frank Hasselstrøm nyarrangede musikken til balletten Dødens Triumf, som blev opført på Østre Gasværk Teater i 2002, med ham selv som kapelmester. Frank Hasselstrøm er multi-instrumentalist, og spiller foruden klaver, også trombone, trompet, tuba, guitar, bas, percussion og trommer.
Han har skrevet meget forskellig musik, både klassisk og rytmisk, bl.a. til Odense Symfoniorkester, Annisette, Savage Rose, Catbird, og til mange novelle-tv- og dokumentarfilm. Frank Hasselstrøm har været kapelmester i mange andre sammenhænge, bl.a. på Østre Gasværk Teater, Sydhavn Teater og Betty Nansen.
Han har desuden undervist børn og unge i mere end 20 år i forskellige sammenhænge som "VollmoseSymfonien", "Aftryk", "Red Barnet", "Røde Kors", og har også været udsendt som huskunstner fra Statens Kunstfond i flere projekter. Frank Hasselstrøm har ligeledes drevet sin egen musikskole i Københavns Sydhavn, men har også været musikskoleleder for Almus Musikskole. 
Frank Hasselstrøm har sit eget studie i København.
Frank Hasselstroem spiller i The Savage Rose, Catbird og Billie Koppel Band.
I 2021 dannede Frank Hasselstrøm bandet Billie and The Bell, med hvem han udgivet EP'en "Billie and The Bell".

## Diskografi (udvalg)
(som musiker, komponist og/eller producer)
The Savage Rose Homeless (producer, musiker)
- The Savage Rose Roots From The Wasteland (producer, komponist, musiker)
- The Savage Rose Love And Freedom (producer, musiker)
- The Savage Rose Universal Daughter
- Catbird Sliding From The Moon (producer, komponist, musiker)
- Catbird Among Us (producer, komponist, musiker)
- Catbird Sweet Cry (producer, komponist, musiker)
- Martin Hall Music Hall (producer, musiker)
- Naja Rosa Naja Rosa
- Aisha Deeper Than Roots
- Odense Symfoniorkester VollsmoseSymfonien
- Billie And The Bell (EP)[4]
- Cool Cats (Soundtrack) [5]
- Man On The Moon (Teater)
- Oceaniden (Soundtrack)
- Vildmand (Soundtrack)